# Ruf de Udai
Il Ruf de Udai è un corso d'acqua del Trentino-Alto Adige, affluente del torrente Avisio nel più grande bacino della Val di Fassa. È uno dei torrenti principali, insieme al Ruf de Soal, al Ruf de Dona e al Ruf de Duron, del gruppo montuoso dolomitico del Catinaccio, il cui corso è interamente appartenente al territorio comunale di Mazzin.

## Il corso
Le sorgenti del corso d'acqua si trovano in località Camerloi, una grande vallata dai lievi pendii erbosi che corrisponde all'alta val Udai. Superato uno stretto cancello, il torrente scende a gran velocità data la pendenza elevata fino alla cascata del El Pisc. In questo punto, a 2,5 km dalla sorgente, riceve il suo principale affluente, il Ruf de Antermoia. La lunghezza combinata dei due corsi d'acqua supera i 6 km. Segue una progressiva diminuzione della pendenza fino alla località Ponterjel. Qui la valle si apre, e il corso d'acqua, superata la sede comunale di Mazzin, si getta nell'Avisio.